# Granodioryt

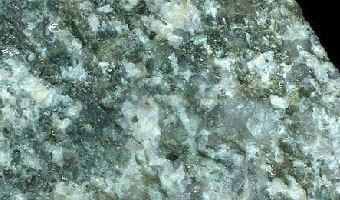
Granodioryt

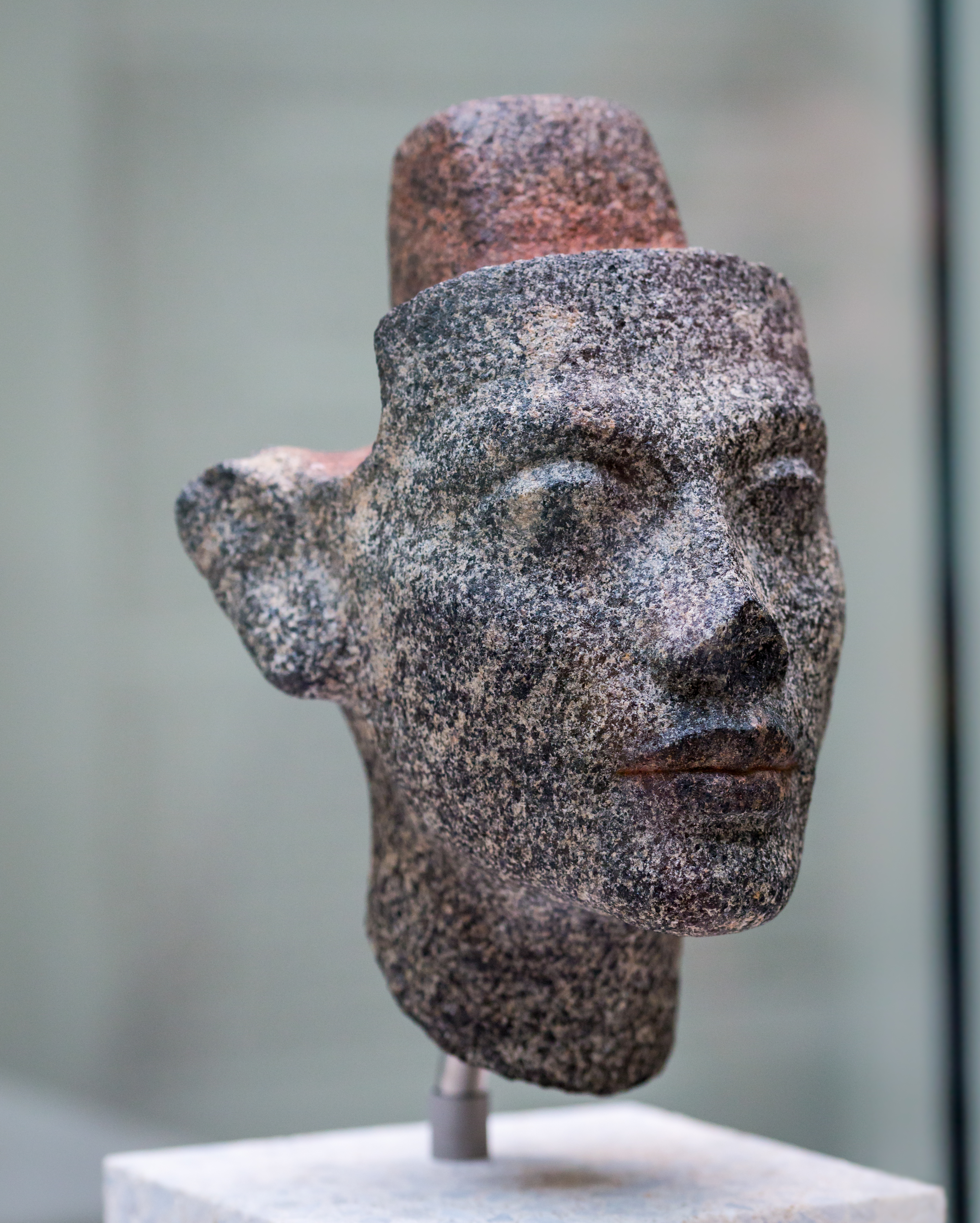
Nefertiti, granodioryt

Granodioryt – kwaśna skała magmowa typu głębinowego o strukturze drobnokrystalicznej lub średniokrystalicznej i barwie szarej. Na diagramie klasyfikacyjnym QAPF granodioryt zajmuje pole 4.

## Skład
W skład granodiorytu jako podstawowe minerały wchodzą kwarc, plagioklazy i biotyt oraz mniejszych ilościach ortoklaz, muskowit, amfibole, apatyt. Epizodycznie występują cyrkon, tytanit, rutyl, piroksen, granat, magnetyt, rudy miedzi.

## Występowanie

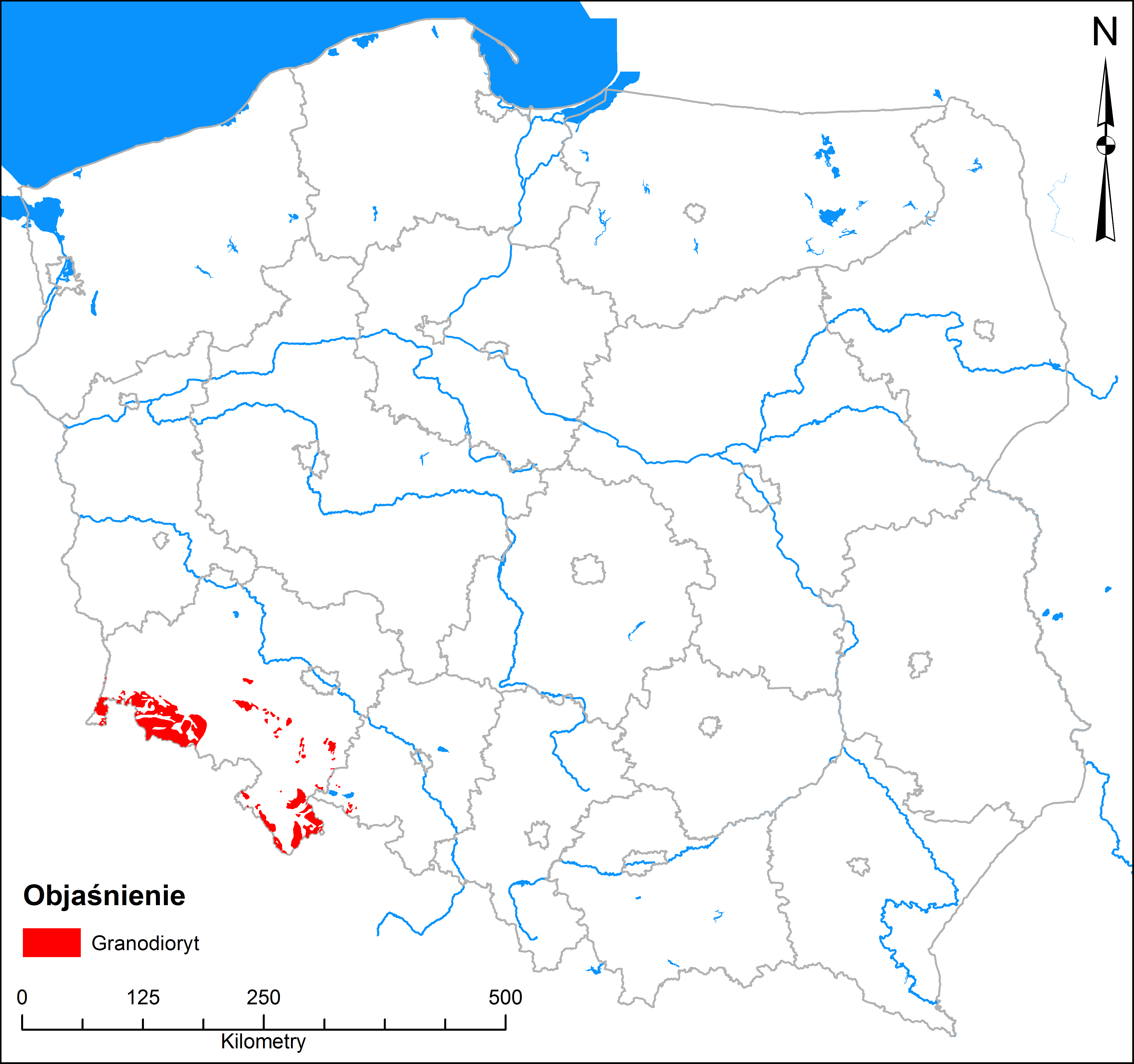
Złoża granodiorytu w Polsce

W Polsce granodioryty występują na Dolnym Śląsku (tzw. sjenity niemczańskie, masyw kłodzko-złotostocki, masyw kudowski).
Granity tatrzańskiego trzonu krystalicznego w rzeczywistości nie są prawdziwymi granitami, lecz granodiorytami. Zawierają bowiem zamiast skalenia potasowego (ortoklazu) skalenie wapniowe (plagioklazy). Jedynie w strefie brzeżnej masywu krystalicznego, na Koszystej i na Małym Kościelcu spotkać można prawdziwe granity. Ich różowa barwa związana jest z obecnością dużych kryształów ortoklazu. Wiele masywów krystalicznych w obrębie Alp Centralnych (np. Berninagruppe, Bergell, Rieserferner) określanych jako „granitowe” zbudowanych jest w rzeczywistości z granodiorytów. Z prawdziwych granitów zbudowany jest natomiast masyw Mont Blanc.
Granodioryt jest używany jako kamień dekoracyjny.
W Polsce eksploatowany jest w kopalni „Kośmin” jako „Sjenit Kośmin” oraz w kopalni „Łażany II” (Łażany, powiat świdnicki). Tak zwane „granity” z wielkich kamieniołomów w Strzegomiu i Strzelinie pod względem petrograficznym bliższe są granodiorytom niż prawdziwym granitom.